# Teatro Sá da Bandeira

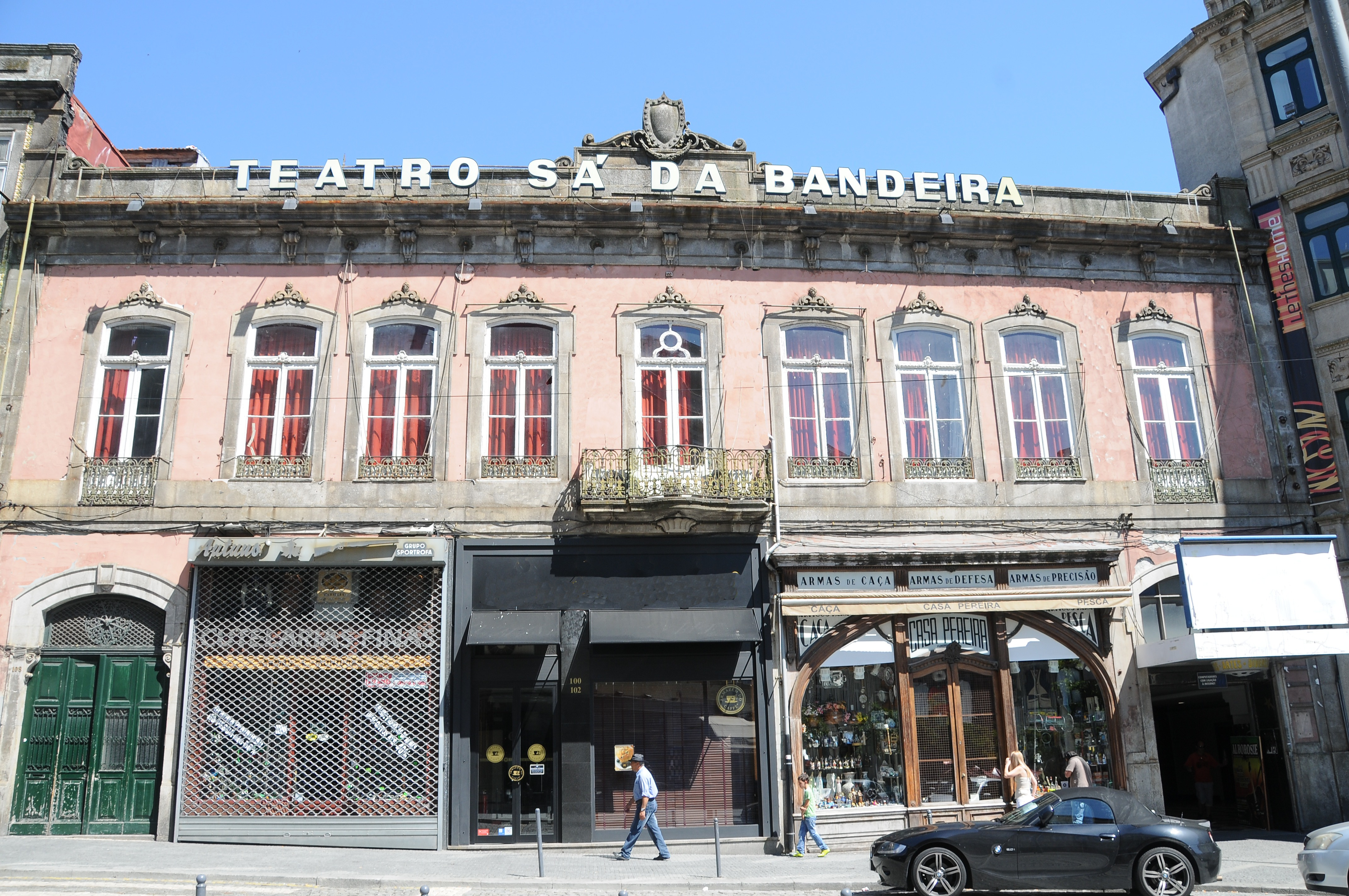
Teatro de Sá da Bandeira

O Teatro Sá da Bandeira é a casa de espetáculos mais antiga da cidade do Porto, com capacidade para 786 pessoas e aberto em 1846, foi responsável pela primeira apresentação de filmes produzidos em língua portuguesa (em 12 de Novembro de 1896, por Aurélio Paz dos Reis), e converteu-se logo nos primeiros anos da sua abertura em palco dalgumas das maiores estrelas do teatro mundial do século XIX, tais como Sarah Bernhardt, Julián Gayarre e Antonio Scalvini. 
Também designado inicialmente por Teatro-Circo e depois por Teatro do Príncipe Real, está classificado como Monumento de Interesse Público desde 2020.

## História
A 4 de Agosto de 1846, é inaugurado como Teatro Circo, um barracão de madeira, mandado construir por D. José Toudon Ferrer Catalon para a sua companhia equestre.
Em 1867 foi demolido para se fazer outro de pedra e cal, por sua vez substituído, dez anos depois, pelo edifício que chegou até aos nossos dias. Até à abertura da rua Sá da Bandeira, em finais da década 1870, quando foi construída a sua fachada para aquela rua, o teatro tinha acesso apenas pela então rua de Santo António, por umas escadas que ainda existem. Por essa altura passou a chamar-se Teatro-Circo do Príncipe Real. 
Foi, se não se considerar o Teatro São João, considerado o melhor teatro da cidade do Porto. Aí se apresentou, em novembro de 1895, Sarah Bernhardt, com várias peças entre as quais "A Dama das Camélias" e "Fedora"; foi aí a primeira apresentação, no Porto, do Animatógrafo («do electricista Sr. Rousby» em 17 Julho de 1896) e também aí, a 12 de novembro de 1896, que Aurélio da Paz dos Reis apresentou os primeiros filmes realizados por um português.
Em outubro de 1910, uma semana depois da implantação da República, troca o nome de Teatro do Príncipe Real pelo de Teatro Sá da Bandeira.
Um dos seus mais notáveis empresários foi Afonso Taveira, que viria a morrer de apoplexia, em plena plateia do teatro, quando dirigia o ensaio geral da revista "O dia de Juízo" de Eduardo Schwalbach. Porém, em 1909 surge o seu maior mentor: Arnaldo Moreira da Rocha Brito grande empresário "livre-pensador" que foi empresário deste teatro até à sua morte, em 1970, completando 60 anos de gerência. Destaca-se este homem do Porto por ter sido também o primeiro arrendatário do Coliseu do Porto, tendo mantido essa gestão durante 8 anos e saindo por não pactuar com o politicismo salazarista de então.
Foi um dos primeiros, se não o primeiro teatro do Porto, a usar iluminação elétrica em vez da iluminação a gás.
Em maio de 1899, quando ali se apresentou a Companhia de Teatro Nacional D. Maria II de Lisboa, os cartazes anunciantes continham a indicação de que "Em todos os espetáculos desta companhia, a sala e o palco são iluminados por luz elétrica, o que proporciona aos espectadores uma temperatura agradável".
Em abril de 2009 foi posto à venda por 5,5 milhões de euros.
Em 23 de junho de 2017, a Câmara Municipal do Porto comprou o teatro por 2,1 milhões de euros aos cerca de 60 proprietários do espaço, herdeiros de cinco famílias.
A Câmara do Porto desencadeou junto da Direção-Geral do Património Cultural um processo de classificação, atribuindo-lhe também a distinção como Entidade de Interesse Histórico e Cultural ou Social Local.
Em março de 2019, a Câmara do Porto decidiu vender em hasta pública o teatro pelo valor base de licitação de 2,190 milhões de euros, por considerar "esgotada a utilidade de manter no património público o edifício em questão". 
Foi comprado pela Livraria Lello em 30 maio 2019 por 3,5 milhões de euros.

## Características
O edifício integra, para além do teatro, três lojas, e tem um total de cinco mil metros quadrados de área coberta.
Para além da sala principal, o teatro tem mais duas salas de cinema.